# Vincent Ang
Pour les articles homonymes, voir ANG et Ang.
Vincent Ang, né le 5 mai 1977, est un coureur cycliste singapourien.

## Biographie
En juin 2015, Vincent Ang termine troisième du critérium aux Jeux d'Asie du Sud-Est. Peu de temps après, il est suspendu trois mois par sa fédération pour avoir agressé physiquement Kee Meng Ang, l'un de ses coéquipiers de la sélection nationale.

## Palmarès et résultats

### Palmarès par année
- 2015
  -  Médaillé de bronze du critérium aux Jeux d'Asie du Sud-Est
- 2016
  - 2e du championnat de Singapour sur route

### Classements mondiaux
| Année         | 2012 | 2013 | 2014 | 2015 | 2016 |
| ------------- | ---- | ---- | ---- | ---- | ---- |
| UCI Asia Tour | 183e |      |      |      | 238e |